# Steffenshagen (Hückeswagen)
Steffenshagen ist eine Hofschaft in Hückeswagen im Oberbergischen Kreis im Regierungsbezirk Köln in Nordrhein-Westfalen (Deutschland).

## Lage und Beschreibung
Steffenshagen liegt im nördlichen Hückeswagen oberhalb der Wuppertalsperre. Nachbarorte sind Hangberg, Engelshagen, Voßhagen, Ulemannssiepen und über die Wuppertalsperre hinweg Karrenstein.
Die Hofschaft ist über eine Zufahrtsstraße erreichbar, die zwischen Dorpmühle und Wiehagen von der Kreisstraße K2 abzweigt und auch Hammerstein, Voßhagen und Dürhagen anbindet.
Südöstlich von Steffenshagen entspringt der Bach Pölchenssiefen, der in die Wuppertalsperre mündet.

## Geschichte
1532 wurde der Ort das erste Mal urkundlich erwähnt: Wymar und weitere Einwohner im Hagen sind in einer Einwohnerliste genannt. Schreibweise der Erstnennung: im Hagen. Die Karte Topographia Ducatus Montani aus dem Jahre 1715 zeigt den Hof als S.Hagen, die Topographische Aufnahme der Rheinlande als Thomashagen. Im 18. Jahrhundert gehörte der Ort zum bergischen Amt Bornefeld-Hückeswagen.
1815/1816 lebten 18 Einwohner im Ort. 1832 gehörte Steffenshagen der Lüdorfer Honschaft an, die ein Teil der Hückeswagener Außenbürgerschaft innerhalb der Bürgermeisterei Hückeswagen war. Der laut der Statistik und Topographie des Regierungsbezirks Düsseldorf als Weiler kategorisierte Ort besaß zu dieser Zeit vier Wohnhäuser und vier landwirtschaftliche Gebäude. Zu dieser Zeit lebten 19 Einwohner im Ort, allesamt evangelischen Glaubens.
Im Gemeindelexikon für die Provinz Rheinland werden 1885 vier Wohnhäuser mit 31 Einwohnern angegeben. Der Ort gehörte zu dieser Zeit zur Landgemeinde Neuhückeswagen innerhalb des Kreises Lennep. 1895 besaß der Ort vier Wohnhäuser mit 26 Einwohnern, 1905 zwei Wohnhäuser und zwölf Einwohner.

## Wander- und Radwege
Folgende Wanderwege führen durch den Ort:
- Der Ortswanderweg ■ von Kräwinklerbrücke zum Hückeswagener Zentrum
- Der Ortsrundwanderweg A8 (Voßhagen)

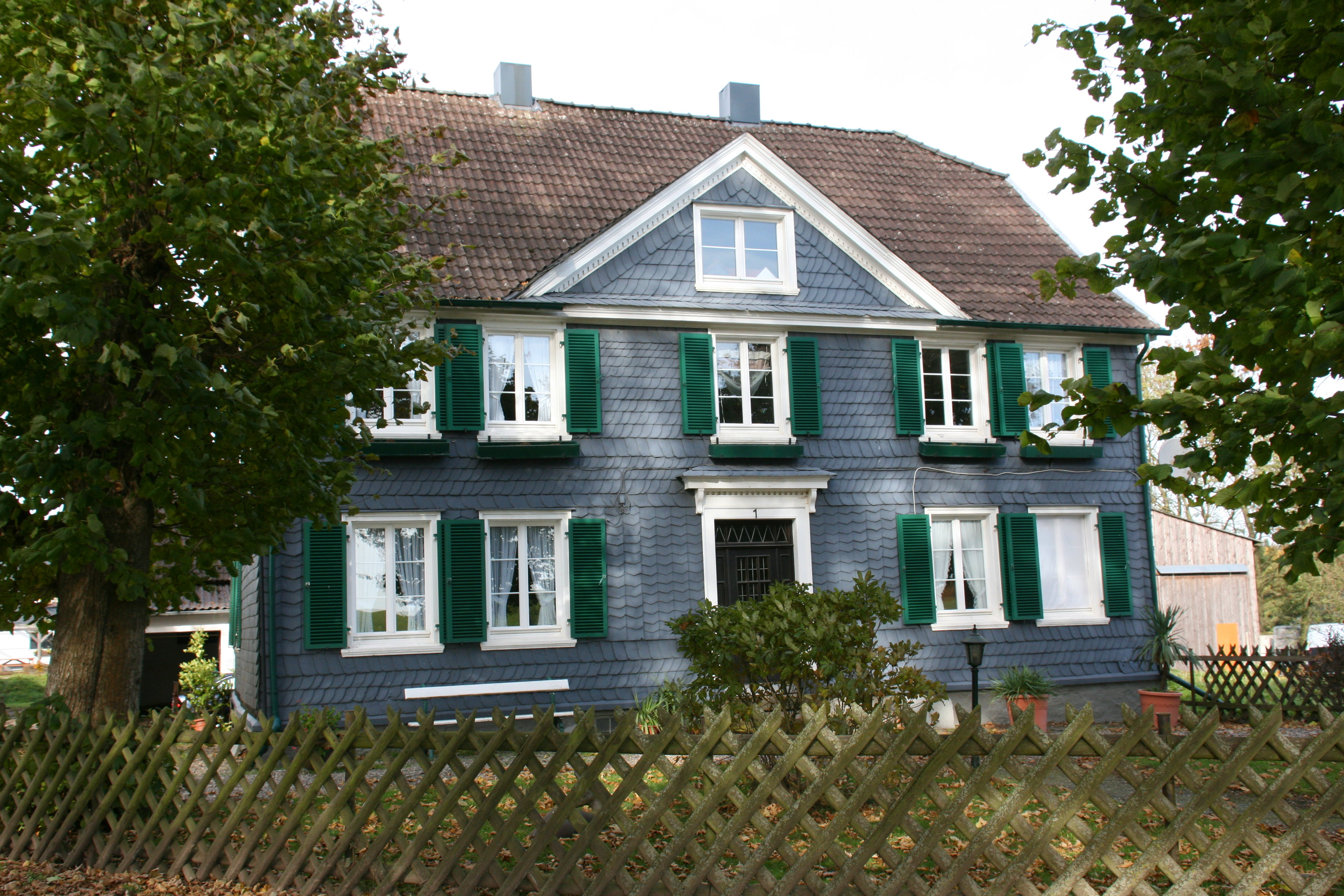
Steffenshagen 1
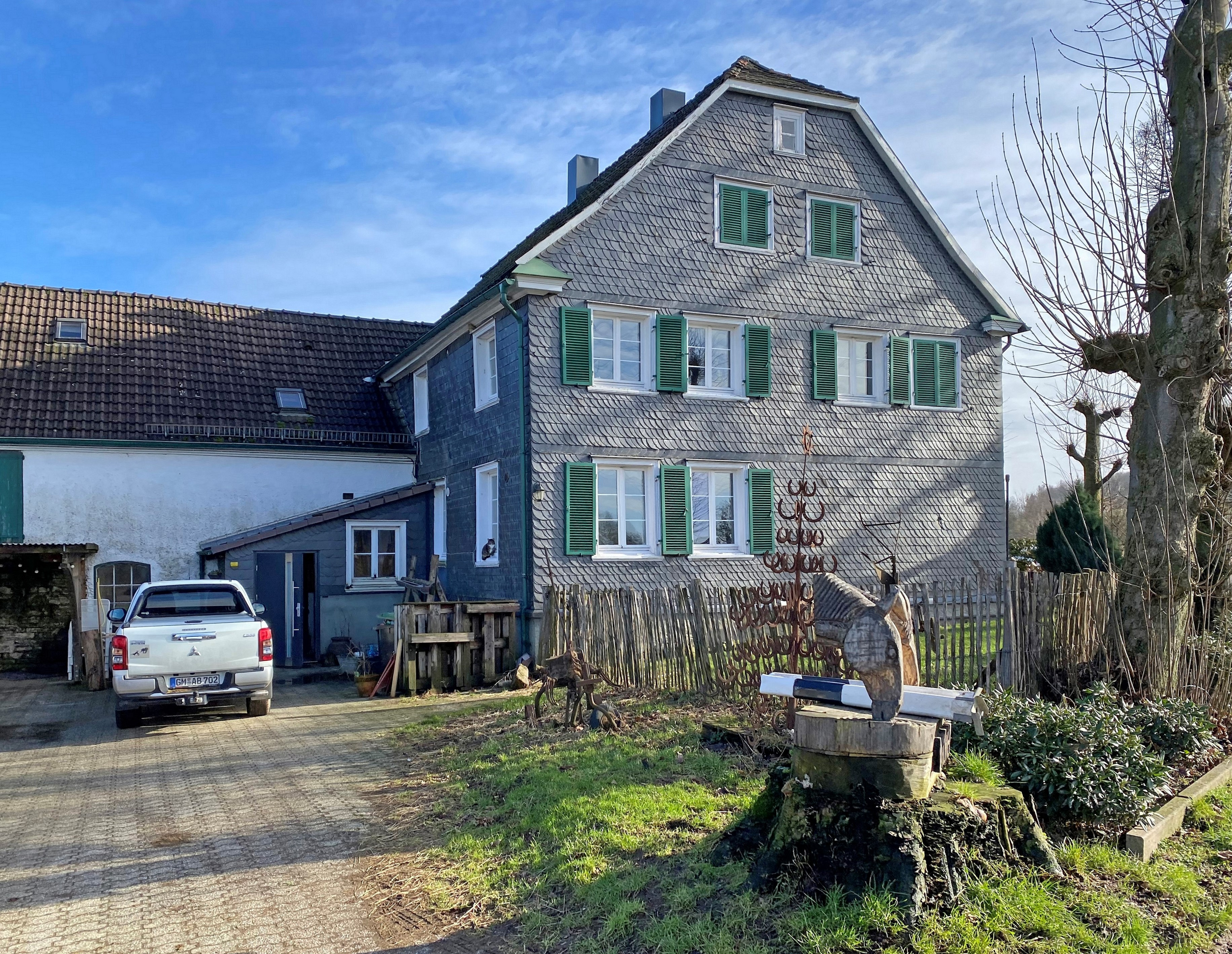
Steffenshagen 1
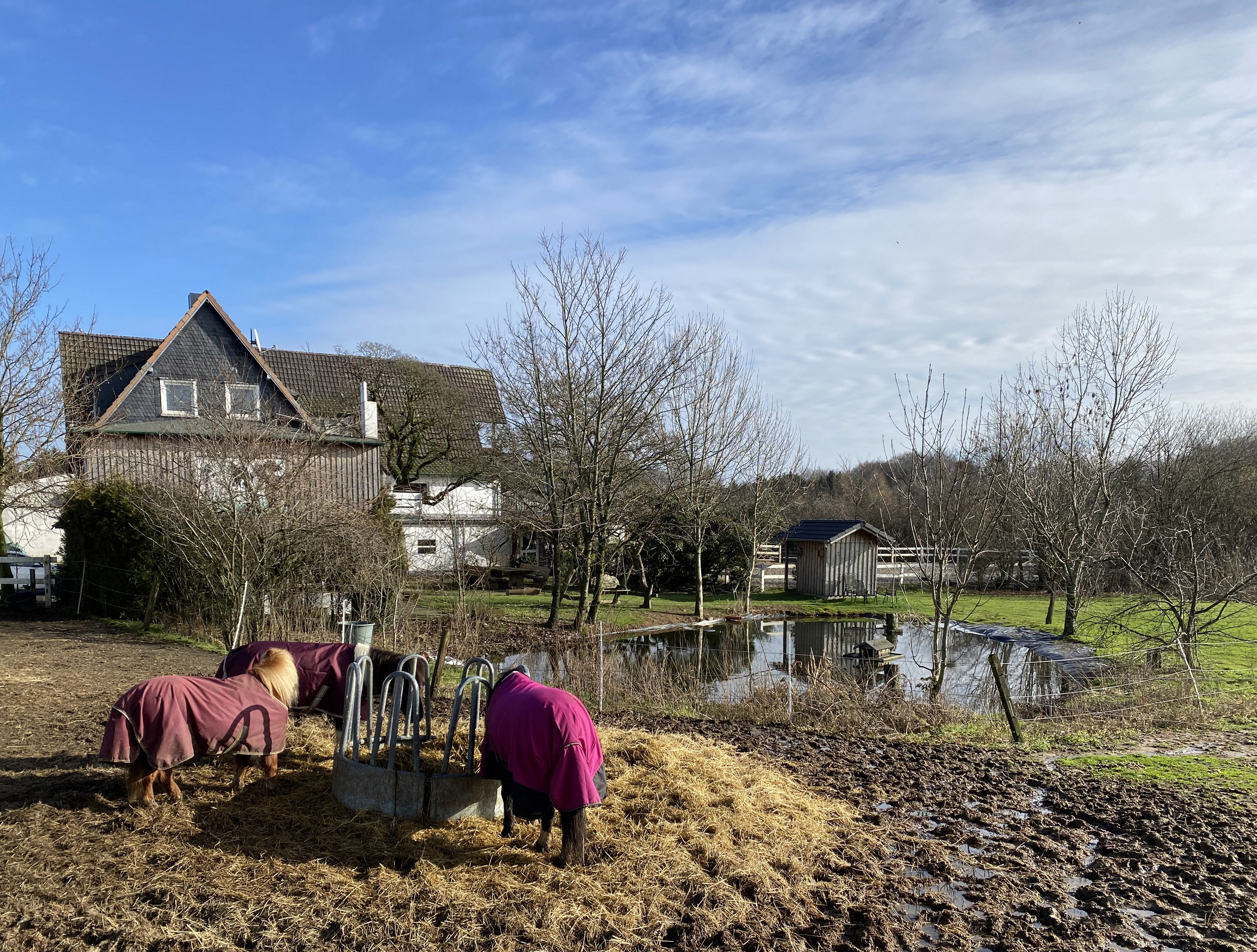
Steffenshagen 2